# Leptogorgia cuspidata
Leptogorgia cuspidata is een zachte koraalsoort uit de familie Gorgoniidae. De koraalsoort komt uit het geslacht Leptogorgia. Leptogorgia cuspidata werd in 1865 voor het eerst wetenschappelijk beschreven door Verrill. 